# HD 330075 b
HD 330075 b, est une planète extrasolaire (exoplanète) confirmée,. De type Jupiter chaud, elle est en orbite autour de HD 330075, une étoile jaune (type spectral G5) située à une distance d'environ 50,2 pc (∼164 al) du Soleil, dans la constellation australe de la Règle.
Elle est la première exoplanète détectée grâce au HARPS, le spectrographe installé sur le télescope de 3,6 mètres de l'Observatoire européen austral à La Silla au Chili. Sa découverte par la méthode des vitesses radiales est annoncée en 2004.